# Улица Неродимска (Звездара)
| Улица Неродимска | Улица Неродимска      |
| ---------------- | --------------------- |
|                  |                       |
| Општина          | Звездара              |
| Почетак          | Улица Панте Срећковић |
| Крај             | Улица Љубице Луковић  |
| Дужина           | 190 m                 |
| Ширина           | 20 m                  |
| Створена         | 1926.                 |
| Названа          | 1926.                 |
|                  |                       |
|                  |                       |
| Улица Неродимска |                       |

Улица Неродимска   се налази на Општини Звездара, у близини Новог гробља. Протеже се од Улице Љубице Луковић бр.12, поред  Улица Драгише Лапчевића и Супилове, до Улице Панте Срећковића, у дужини од 190м.

## Име улице
Улица је добила назив по Неродимљу, средњовековној жупи и граду на реци Неродимци. Овај назив Улица је добила још 1926. године и дан данас носи то име.

### Неродимље
Неродимље је једна од немањићких престоница, позната по смрти краља Милутина, обрачуна између Стефана Дечанког и сина Душана и предању о смрти цара Уроша. У близини су 1584. године пронађени Урошеви посмртни остаци, пренети 1705. године у фрушкогорски манастир Јазак, а 1942. у Саборну цркву у Београду.

## Значајни објекти у улици
- Неродимска бр. 2, Канцеларије за младе ГО Звездара[3]

## Значајни објекти у околини
- Панте Срећковића бр. 2, Висока школа ликовних и  примењених  уметности  струковних студија[4]
- Панте Срећковића бр. 10, Дечји вртић „Зора“[4]
- Панте Срећковића бр. 18, Ресторан Нова Тиха ноћ[4]
- Панте Срећковића бр. 29, Ресторан Пахуљица[4]
- Институт Михајло Пупин
- Научно-технолошки парк
- Студентски дом „Слободан Пенезић Крцун“
- Студентски дом „Патрис Лумумба“

## Парк у близини
- Звездарска шума